# Strijkkwartet nr. 3 (Leifs)
Jón Leifs werkte aan zijn Strijkkwartet nr. 3 "El Greco" in augustus en september 1965. Het werk is opgedragen aan de Griekse-Spaanse schilder El Greco en kreeg die naam ook als bijtitel. Leifs had waarschijnlijk de werken gezien in een tentoonstelling in Madrid, terwijl hij het ISCM-festival aldaar bezocht.
De vijf delen van dit strijkkwartet hebben thema’s:
- Toledo, Zicht op Toledo in andante con moto quasi allegretto
- Ímynd af sjálfsmynd af El Greco (Indrukken van het zelfportret van El Greco) in adagio-scherzando-rigido
- Jesús rekur braskarana út musterinu (Jezus verjaagt de handelaars uit de tempel)  in allegro
- Krossfestingin (De kruisiging) is adagio, ma non troppo
- Upprisan (De wederopstanding) in allegro